# つばめ刑事
『つばめ刑事』（つばめデカ）は、ひかりTVやdTV等で2019年に配信されたWebドラマ。全12話。東京ヤクルトスワローズのマスコットであるつば九郎の主演作品。

## 概要
2019年でヤクルト球団設立50周年、および、つば九郎デビュー25周年となることを記念し制作された。球団マスコットのドラマ主演は異例で、公式サイトには「ドラマ史上初!?」と記載されている。なお、制作発表会見でのつば九郎の筆談によると、製作会社の東映から2017年時点で話があったものの同年のスワローズが球団ワーストの年間96敗を喫したことで上層部から却下されたが、翌2018年はリーグ2位の成績となったため再度企画書を出したという。
物語は、スワローズの本拠地・神宮球場の内部にあるとされる架空の警察署「鳥小屋警察署」の署員となったつば九郎が他の署員たちとともに事件や問題を解決するという1話完結の内容で、実在の球団関係者も本人役で出演している。また、つば九郎が刑事ドラマ『あぶない刑事』好きであることが反映され、各話のオープニング映像があぶない刑事のオープニングに類似しているなど様々なオマージュ要素が含まれている。
2021年10月30日から11月8日まで開催された第34回東京国際映画祭の中で11月3日に全12話のうちの3話がイベント上映され、上映前にはつば九郎を交えた筆談のトークショーも行われた。

## 登場人物

### 鳥小屋警察署 署員
人物名には、スワローズOB選手の苗字が用いられている。
つば九郎（つばくろう）
演 - つば九郎（本人役）
ヤクルト球団との契約更改が紛糾する中で勢いあまって球団幹部をビンタしマスコットをクビになるが、後に鳥小屋警察署にスカウトされ「つばめ刑事」として活動する。
勤務中に競馬新聞を読んだり飲酒したりするなど自由奔放な行動をとり、筆談では毒のある言葉をたびたび記す。
伊藤（いとう）
演 - 石田剛太
自信がない事柄があっても自信ありげなそぶりを見せる。オカルトに興味を持ちながら怖がりな一面もある。
土橋（どばし）
演 - 土佐和成
事件が行き詰まるとすぐに「迷宮入りだ！」とあきらめ、怪しい相手をとりあえず逮捕しようとする行動も見せる。
川崎（かわさき）
演 - 工藤綾乃
署内で最年少だが、他の先輩署員に対して容赦なくものを言う。水晶玉占いを好んでいるが特に信じているわけではない。
秦（はた）
演 - 宮崎秋人
まじめな性格で物腰が柔らかいが、そうした態度が時に度を越えて周りを苛立たせることもある。
八重樫署長（やえがししょちょう）
演 - 梅垣義明
鳥小屋警察署の署長として署員たちをまとめる。路頭に迷うつば九郎に声をかけスカウトした人物でもある。
池山（いけやま）
演 - 磯野貴理子
厳密には署員ではないが本項に記載。
普段は神宮球場の清掃員として働いているが、その裏では情報屋として活動し、鳥小屋警察署に情報を提供する。

### 東京ヤクルトスワローズ関係者
肩書はドラマ配信当時のもの。
以下の人物のほか、第2話では、スワローズ監督の小川淳司、コーチの宮本慎也、選手の中村悠平、石山泰稚、青木宣親が端役として出演する。
球団幹部（きゅうだんかんぶ）
演 - ベンガル
ヤクルト球団の幹部。第1話・第11話のゲスト。
つば九郎の素行の悪さにより各所から球団へクレームが来ていることに頭を悩ませ、契約更改の席でビンタされた際にその場でクビを言い渡す。
『あぶない刑事』でベンガルが演じていた田中文男（あぶない刑事の登場人物#退職者・異動者を参照）と同様に扇子を手に持ち、その表面には定番の台詞だった「吐け〜」の文字が記されている。
山田 哲人（やまだ てつと）
演 - 山田哲人（本人役）
スワローズの選手。第2話のゲスト。
自身が愛用するグローブが盗まれたとして鳥小屋警察署に捜索を依頼する。
なお、第2話後半の再現シーンでは、山田哲人のものまねタレントである山田別人が演じている。
トルクーヤ
演 - トルクーヤ（本人役）
スワローズのマスコット。言葉は話さず筆談もしないため、仕草のみで意思を表現する。第4話・第11話のゲスト。
つば九郎がいなくなったスワローズを盛り立てようとするが、つば九郎のように人気が出ず思い悩んでいる。
MOMOKA（モモカ）
演 - MOMOKA（本人役）
スワローズの公式ダンスパフォーマンスチーム「Passion」のメンバー。第5話のゲスト。
つば九郎から恋心を寄せられ、カラオケデートの誘いを受ける。
真中 満（まなか みつる）
演 - 真中満（本人役）
スワローズの前監督。鳥小屋警察署の前署長でもある。第7話のゲスト。
野球界のあらゆる情報が記されておりスワローズに代々伝わるノート「伝説のノート」を紛失したため神宮球場内を夜な夜な徘徊し探し回っている。
ドラマ内の台詞として、監督時代のノート紛失を機に行動が裏目に出るようになり、2015年度ドラフト会議でのくじ引きミス問題や2016年シーズン以降のチーム成績低迷の結果、鳥小屋警察署に左遷されたと語っている。

### 東京ブラックカラス球団関係者
スワローズに代わりセントラル・リーグへ参入しようともくろむ謎の組織「東京ブラックカラス球団」の関係者。
ブラックカラス・ボス
演 - 櫻隼人
東京ブラックカラス球団のマスコット。つば九郎などと違い流暢に言葉を話す。
スワローズの評判を貶めようと暗躍し、第11話ではつば九郎を人質に取り「伝説のノート」を手に入れようとする。
ショッカラス・A / ショッカラス・B
演 - 松本洋一 / 水畑智晴
東京ブラックカラス球団のマスコット。明確な言葉は話さず、カラスのような声のみを発する。
ブラックカラス・ボスのもとで様々な工作を行う。
なお、櫻隼人は第1話の「球団SP」役として、松本洋一と水畑智晴は第1話の「球団SP」役と第3話の「観客A」「観客B」役としても出演している。

### その他の登場人物
ビール売り子 サヤカ（ビールうりこ サヤカ）
演 - 咲良菜緒
神宮球場でビールを販売する売り子。第3話のゲスト。
観客席でビールを飲んだスワローズファンが何故か中日ドラゴンズを応援し始めるという怪現象が多発していることを受け、容疑者の一人となる。
館山 雅美（たてやま まさみ）
演 - 柏木ひなた
人気シンガーソングライター。第9話のゲスト。
神宮球場で始球式を行う予定となっているが、突如現れたショッカラスに幻術をかけられ、自信を喪失してしまう。
役名の「館山」は、スワローズファンである柏木が特に好きな選手でドラマ配信当時スワローズに在籍していた館山昌平からとられている。
ドアラ
演 - ドアラ（本人役）
中日ドラゴンズのマスコット。第11話・第12話のゲスト。
東京ブラックカラスにより窮地に陥ったつば九郎たちを助けるため現場に駆け付ける。

## 各話リスト
| 話数   | サブタイトル                                                                 | 脚本         | 監督             | 備考 |
| ------ | ---------------------------------------------------------------------------- | ------------ | ---------------- | --- |
| 第1話  | つばくろう くびになる                                                        | 諏訪雅       | 諏訪雅           | |
| 第2話  | きえたぐらぶをさがせ！                                                       | 諏訪雅       | 諏訪雅           | |
| 第3話  | うつくしすぎる びーるうりこのひみつ                                          | 下亜友美     | たかせしゅうほう | |
| 第4話  | とるくーやのゆううつ                                                         | 下亜友美     | たかせしゅうほう | |
| 第5話  | つばくろうのこいわずらい                                                     | 石田剛太     | たかせしゅうほう | |
| 第6話  | 【番外編】暗号の謎を解け！手がかりは×10                                      | （表記なし） | （表記なし）     | 神宮球場のスタジアムグルメが紹介される。                                                                |
| 第7話  | それゆけごーすとばすたーず！？                                               | 諏訪雅       | たかせしゅうほう | |
| 第8話  | どっぺるげんがーあらわる                                                     | 諏訪雅       | たかせしゅうほう | |
| 第9話  | うたひめのしきゅうしき                                                       | 石田剛太     | たかせしゅうほう | |
| 第10話 | でんこうけいじばん はっきんぐじけん                                          | 下亜友美     | たかせしゅうほう | |
| 第11話 | つばくろう ゆうかいされる                                                    | 諏訪雅       | たかせしゅうほう | |
| 第12話 | 【番外編】優秀な刑事はどっちだ！？ つば九郎VSドアラ あぶない二人の五番勝負！ | （表記なし） | （表記なし）     | バラエティ番組のような形式でつば九郎とドアラが様々な対決を行う。 パトリック・ユウがナレーションを担当。 |

## 配信サイト・放送局
ひかりTVとdTVで先行配信されたのちに、別媒体での配信・放送が行われている。
配信サイト
|                        | 配信開始日                                                   |
| ---------------------- | ------------------------------------------------------------ |
| ひかりTV               | [ビデオサービス] 2019年6月3日 [テレビサービス] 2019年7月13日 |
| dTV                    | 2019年6月8日                                                 |
| Amazonプライム・ビデオ | 2019年12月3日                                                |
| U-NEXT                 | 不明                                                         |
| フジテレビオンデマンド | 2020年1月15日                                                |

放送局
|               | 放送期間                  |
| ------------- | ------------------------- |
| フジテレビONE | 2019年9月3日 - 9月9日     |
| テレビ高知    | 2019年9月19日 - 9月27日   |
| RSK山陽放送   | 2019年10月7日 - 11月11日  |
| CBCテレビ     | 2019年12月29日 - 12月30日 |
| BSフジ        | 2019年12月30日            |
| テレビ北海道  | 2025年3月4日 - 4月8日     |

## スタッフ
- 脚本 - 諏訪雅、下亜友美、石田剛太
- 音楽 - The Screen Tones
- 製作 - 篠原智士、梅村昭夫、小泉裕幸
- エグゼクティブプロデューサー - 吉村文雄、高橋俊之
- 共同プロデューサー - 稲村雅也、梶本明宏
- 企画・プロデュース - 北尾美穂、岡部圭一朗
- プロデューサー - 長田直樹、菊池武博、中野剛
- アソシエイト・プロデューサー - 島野亮、道海幸子
- 助監督 - 北尾賢人、中山大暉
- アシスタント・プロデューサー - 鈴木美奈子
- 制作進行 - 木下彩恵
- 撮影 - 宮下靖弘、金子圭太郎
- 映像 - 赤松比呂志
- 音声 - 宮下貴志
- 音声助手 - 廣岡豊
- 照明 - 肥沼敏明
- 照明助手 - 草野美則
- 技術デスク - 眞崎輝夫
- 本編集 - 宮下蔵、福地寿樹
- ミキサー - 柴田敏幸
- 音効 - 金子寛史（フローレス）
- 編集デスク - 小島透
- 美術プロデューサー - 木村文洋
- アートコーディネーター - 椛田学
- 装飾 - 武田正邦
- スタイリスト - 今野亜希、松延沙織
- ヘアメイク - 貴島タカヤ、滝下澄
- スチール - 瀧川寛
- タイトル - 環七グラフィック
- 予告 - 佐々木豪
- 技術協力 - 映広
- 美術協力 - フジアール
- 編集・MA - ザ・チューブ
- 企画協力 - 東京ヤクルトスワローズ
- 撮影協力 - 明治神宮野球場
- 監督 - 諏訪雅、たかせしゅうほう
- 制作プロダクション - 共同テレビジョン
- 制作著作 - 「つばめ刑事」製作委員会（東映、TBSグロウディア）